# لهجة تعزية عدنية
اللهجة التعزية العدنية هي أسهل اللهجات اليمنية خفيفة سريعة النطق تتميز عن غيرها في مخارج الحروف وضوابط الكلام، إذ ينطق حرف (الثاء) فيها (تاءً) ويفخم (السين) (صاداً) وترقق (الطاء) في بعض كلماتها (تاءً) ويعطل (ألف) الضمير المؤنث فيها ولكن كل من يأتي إلى عدن ويستقر تنتهي لهجته الأصلية وتتحول مع الوقت لأن اللهجة العدنية سهلة النطق والتعلم.

## اللهجة
لا تنطق في اللهجة العَدَنيَّة أحرف الثاء والذال والظاء وتنطق بدلها أحرف أخرى كما يلي : (ث)=ت، (ذ)=د، (ظ)=ض.
كما ينطق نادراً حرف الطاء وغالباً يُنطق كحرف التاء مثل طارق يتم نطقها تارق، طاقة يتم نطقها تاقة.
الجملة عادة ما تبدأ بكلمة نعم أو دعوة أو لكاعة مثال: نعم حقنا المدير بيقلعو به  والتي تعني مديرنا سيتم تغييره أو استبداله.

### الأفعال
الفعل الماضي عادة ما ينتهي بحرف الواو للمفرد المذكر. مثال: (جبت) جبتو، (لاقيت) لاقيتو، (طلعت) طلعتو.
أما في المؤنث يوضع حرف النون بدلاً من حرف (ت) في نهاية الكلمة. مثال: التكدن، جنن، حبن، فلتن.
كما تستعمل للمفرد الغائب حرف (هـ) بدلاً عن (أ) مثال: (طرحتها) طرحنِّه، (أخذتها) = أخدنِّه، (فيها) = فيبِه
وللمذكر الغايب، مثال: جابنو، لاقنو، لطمنو.
الماضي التام: تتحول الجملة إلى ماضي تام عندما يسبق الفعل (قد) الفعل الماضي، مثال على ذلك: قد شم كوره.
الماضي المستمر: تتحول الجملة إلى ماضي مستمر عندما تسبق فعل المضارع الأفعال التالية: قده، قدِه،(للمفرد المذكر والمؤنث) قدنا، قدني (للمتكلم المفرد) قدهم، قدنحنا (للجمع).
أمثال على ذلك:
قده يأكل تمبل سوكه
قده يبيع برد
قدهم جالسين يخزنوا
قدنحنا طفشانين
الفعل المضارع
يختلف المضارع في اللغة العربية عن اللهجة العدنية، حيث بالإمكان أن يتحول إلى مضارع مستمر إذا سبقته أحد الأفعال.
أفعال المضارع المستمر
عادُه، عادنا، عادِه، عادهم، عادنحنا
مكانُه، مكاننا، مكانِه، مكانهم، مكانحنا
أمثال على ذلك:
عاده يتفشكر
عاده يمص صبعة
مكانه يتشحوت
مكانه يطهوش
مكانِه جالسة تهدر. جالسة = فعل لا زال
تتحول الجملة إلى فعل مسارع = مستقبل+ مضارع عندما يأتي بعد الأفعال حرف (ب)
مثال:
عادنا بازبط أبوه (فعل مسارع)
مكانا بازبط أبوه (فعل مسارع)
فعل الأمر 
عادةً ما يبدأ فعل الأمر بالفعل (سوي)
مثال على ذلك
سوي الفوطة كما الناس
سوي قهوة زيادة
تصريفات فعل الأمر
مفرد مذكر خزن ---- خَزِّنُه
مفرد مؤنث خزني ---- خزِّنِه
جمع مذكر ومؤنث خزنوا ---- (خزنهم، خزن نحنا)
صيغة التحذير
تبدأ بالأفعال التالية:
حسك، انتبه، أوبِه، كيه.
مثال:
حسك تشرب سيجارة
كيه أتحداك تروح لحالك
أوبِه تجي عندنا تاني مرة
ضمائر التصريفات 
المتكلم مفرد مذكر (أنه)
مفرد مؤنث (أني)
مؤنث وجمع (للمذكر والمؤنث) = (نحنا)
الغايب مفرد مذكر (هو)
مفرد مؤنث (هي)
مثنى وجمع مؤنث (هون)
مثنى وجمع مذكر (هم)
الملكية
المفرد المذكر حقتي - حقي
المفرد المؤنث حقتها - حقها
الجمع للمذكر والمؤنث حقتهم وحقتنا - حقهم وحقنا
وغالباً ما تستخدم حق نحنا.
مثال على ذلك:
وصلت الطيارة حق نحنا
كما تستخدم لملكية المؤنث حرف (هـ)عند نهاية الكلمة
مثال على ذلك:
ذهبها = دهبانه
عبايتها = عبايته
كما نضيف لصاحب الشيء للمذكر (أبو) وللمؤنث (أم)
مثال على ذلك:
أبو الجاري، أبو الليم، الست أم العربي، أم الهكبة، أم البطاط.
أداوت الإشارة 
مفرد مذكر للبعيد (إنْدَكُّه)
مفرد مؤنث للبعيد (إنْدَكِّه)
مفرد مذكر للقريب (إنداهُه)
مفرد مؤنت للقريب (إنداهِه)
المثنى والجمع للمذكر والمؤنث القريب (أنداهم)
المثنى والجمع للمذكر والمؤنث البعيد (إندكهم)
صيغة النفي
عند صيغة النفي تضاف في أخر الكلمة (اش) و(اوش) و(تش).
مثال على ذلك:
أجا= ما جاش، أجت= ما جتش، أجو= ما جوش.
هَلُّه=ما هلوش، هلِّه= ماهلِّيش، هلَّهُم= ما هَلَّهُمْش.
أدوات الاستفهام
هيا وكيف، موجابه، إيش تشتي، إيش تقول، منو ده، منو معي، على مين، ماله كده.
أسلوب التوكيد
والله وربي، والله وراسك، وتربت امي، يجعلي العمى، تشارط، والله ماكدب عليك، روح واسال، من صدق
صيغة النداء
يفضل إن تنادي المنادى بلقبه أو باسم امة وما اشتهر به.
مثال:
ياحبوب، يامليح، ياخالة، ياكريمة، ياجاهل، ياوليد، ياحاج، ياعاقل، ياحجة، ياويه، ياهوو، يابن جوهرة، يابن شفيقة، يابو ادون، يالبلوب يامبعول، ياهبل، ياخادم، ياسارق، ياطاهوش، يالوبيش، ياجني، يامبهدل، يامصمخ، يارنجلة، يا دب.ياخبيتة.
صيغة التعجب
سقط من عيني، عيني مليانه منك، اوووو، لالا، بالله بربك، ايش تقوول، بالله براسك، اسالتك بالله، ياح، قول والله، عندك ده، من معي، هيه وكيف، ليش ده كله، مو جابو، متى ده، ماله قرح عله فيوز، حرام عليك، قهرتنا، بلا هباله.
صيغة المبالغة
إيش مش داري، فاتك نص عمرك راح، إيش أقلك، من فين أبدا لك.
صيغة الترجي
انا افدالك، ياخي عيب، انا افدا رجولك، انا افدا ربك، على شاني، لا تجرش حضى، هيامله، مله بس، هيا الليل، يلا فيسع، مله منشاني
أسلوب التحدير والتحدي
رعشته، خندقته، فجعتنا، خوفتنا، قلبي طحس، قدنا أطالعه، بازبطك، باسوقك، بالطمك، بسدحبك، قده أم الجن براسي، أم الصبيان هله، لا تبغربيش، لا تدوخبيش، بتعتلك، تشتينا انزلي، اتراجع، احسلك، لا تزرزرش وجهك بيتقطع، لا تضحكليش، بول بادني، باتشوف امك عروسة، لا تكتربيش، بعدين لاتحنقش
أسلوب الدعاوي
أم الجن، أم الصبيان، يجعلك عمى، يجعلك أزاله، أم السبقبق، أم العزاريط، يجعلك الساحق والماحق والبلا المتلاحق، أم الجن تعجن، أم الجن تشلك، أم الجن تتحملك، يحرق سررك، لك صور، الله يزيلك، يفدوبك فدا، يافدوبك على رجلي، يحرق قلبك ياقزيل، يافدوب الخيب.
سؤال الشرط وجوابه
من معي؟ علي النعنعي
كيف تشوف؟ مغطى ولا مكشوف
براسك مرق؟ مزلة حبة ليم
إيش تشوف؟ أشوف غشاش
كيف؟ عند العطار
على شأني؟ شأني ولا ميرندا
ألقاب مذمومة
الفحاس، الزنن، اللوك، الغثى، الزراط، الهدار، القنفزي، الدامس، اللوبيش، السارق، الخراط، الكشيح، الزبلوط، المراع، الجوعي، القحطي، القميز، المعقلة، المقاقي، الحاوش، السافي، المضربة، الخادم، الطاهوش، الفره، المبهدل، المكاوح، الدكاك، القاشعة، المشمت، حلتيت، الطبز، مبقبق، مسروف، رابخ، مبعوّل، مشامق، حنّاق، سبهلل، قور، مشاطل....
القاب شعبية
سعيد البس، العري، عبد الله بن نعمة، الدجاجة، حسن صابونة، علي بيلم، الربحة، الرنجلة، حامد زرطة، محمد سوكة، عبده صنيجة، عبد الله شلش، عبده ربل، علي بنتقم، عيشة عرور، زينب طيري، سعيدة برشن، فاندام، الفشفشي، سعيد مخاطيطو، الوزقة، رامبو، العزروط، دار مندرة، أبو عيون، علي ميكل، أبو شعفة، الفار.

## مفردات من اللهجة التَّعِزيَّة
1. أكَّه، هَكَّه وتعني هكذا.
2. لِمُه، لِموه، لِمو وتعني لِماذ ولِمَ هذا.
3. فيسَع وتعني في ساع ويُرادُ بِها الإسْراع في العَمَل والفِعْل أي بِسُرْعَة.
4. قَصْعَة وتعني عُلْبَة.
5. بُجْمَة وتعني خَد.
6. مَشْفَر ويعني شِفاه.
7. نُخْرَة وتعني أنْف.
8. دُحَّام ويعني سَواد الفحم.
9. كُبَّة وتعني كُرَة.
10. بَيْتَري وتعني بَطَّاريَة مأخوذة من الكلمة الإنجليزية Battery.
11. كَيْمَرَة وتعني كاميرا مأخوذة من الكلمة الإنجليزية Camera.
12. رَيْدِيو وتعني راديو مأخوذة من الكلمة الإنجليزية Radio.